# Есльов
Есльов (на шведски: Eslöv) е град в южна Швеция, лен Сконе. Главен административен център на едноименната община Есльов. Намира се на около 480 km на югозапад от столицата Стокхолм и на 30 km на североизток от Малмьо. Получава статут на град през 1911 г. ЖП възел. Населението на града е 17 748 жители според данни от преброяването през 2010 г.

## Побратимени градове
- Вилянди, Естония
- Гардабер, Исландия
- Торсхавн, Фарьорски острови